# Панельная пила

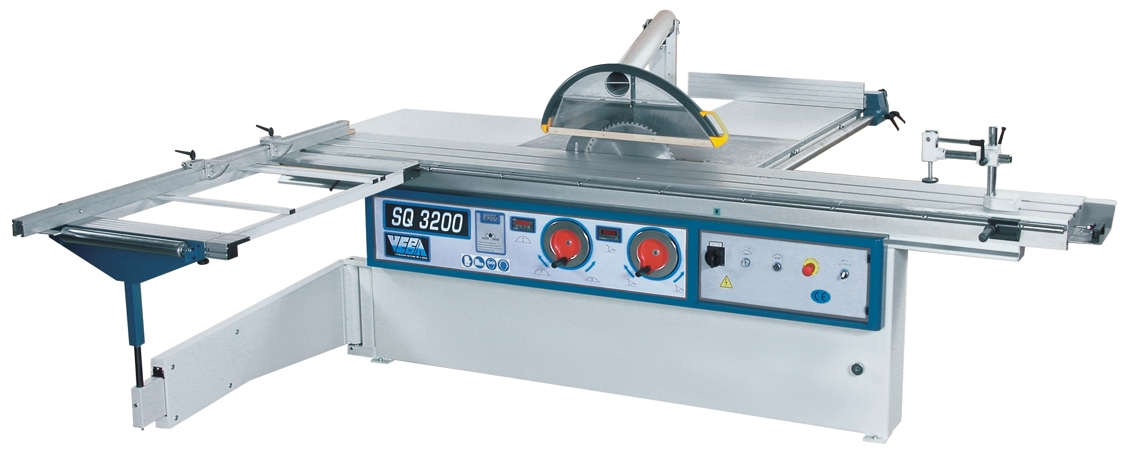
Ручная горизонтальная панельная пила

Панельная пила или Стенорезная машина (англ. panel saw) ― любой тип пильного станка, который разрезает листы на части определенного размера.
Панельные пилы могут быть вертикальными или горизонтальными. Как правило, вертикальные пилы занимают меньше места на полу.
Горизонтальные машины обычно представляют собой большие настольные пилы со скользящим столом подачи, который проталкивает материал через диск. Настольные пилы без скользящего стола подачи также могут резать листовую продукцию.
Вертикальные пилы бывают двух типов стоимости: низкой и высокой. В обоих типах пила проходит через короткую сторону листа, что называется поперечной распиловкой. Для продольной распиловки в моделях с более низкой стоимостью, оператор пропускает материал через пилу, в то время как в моделях с более высокой стоимостью пила проходит через неподвижный материал.
Раздвижная панельная пила была изобретена Вильгельмом Альтендорфом в 1908 году в Германии. Это изобретение установило новый стандарт в деревообработке, существенно отличаясь от традиционных станков. До того времени обычная настольная пила не имела механизма для обрезки кромок, а это означало, что для первого и второго продольного распила необработанной массивной древесины пиломатериал всегда приходилось подавать вручную через пильное полотно. Новая система справилась с этой задачей более элегантно, позволяя подавать заготовку через пильное полотно, пока она находилась на подвижном столе.
Панельные пилы используются в столярных мастерских для легкого распила панелей, профилей, цельной древесины, фанеры, МДФ, ламината, пластиковых листов и меламиновой фанеры на необходимые размеры или компоненты. Они также используются мастерскими по изготовлению вывесок для резки листов алюминия, пластика и дерева для изготовления заготовок для вывесок. Некоторые панельные пилы более высокого класса оснащены компьютерным управлением, которое перемещает диск и систему направляющих в заданные значения. Другие станки более низкого класса предлагают простоту и легкость использования, включая полноразмерные панельные пилы любительского уровня, которые можно приобрести за небольшую стоимость. В то время, как станки начального уровня спроектированы для использования в легких условиях, они предлагают домашним мастерам дешевую альтернативу для нечастой работы, когда аккуратность и чистота распилов не так важны.
У панельных пил может быть один главный диск или подрезной диск вместе с основным диском пилы. Подрезная пила используется для создания канавки для избежания сколов, особенно в двухстороннем ламинате перед тем, как основная пила распилит кусок на две части. Подрезная пила вращается в направлении, противоположном основной пиле для избежания сколов.